# Арно (департамент)
Арно (фр. Arno) — департамент Французской империи в Средней Италии в 1808—1814 годах, с административным центром во Флоренции.
После аннексии королевства Этрурии на территориях, присоединенных к Франции, 25 мая 1808 были образованы департаменты Арно, получивший название по реке, на которой стоит Флоренция, Омброне и Медитерране.
Площадь департамента составляла 807 475 га, население — 584 475 человек (1812).
Состоял из четырех округов:
- Округ Флоренция
  - Кантоны: Флоренция (6 кантонов), Баньо-а-Риполи, Барберино-ди-Муджелло, Борго-Сан-Лоренцо, Галлуццо, Греве, Дикомано, Кампи, Ластра, Монтелупо, Монтеспертоли, Понтассьеве, Реджелло, Сан-Кашьяно, Сесто, Скарперия, Таварнелле, Фьезоле и Эмполи
- Округ Ареццо
  - Кантоны: Ареццо (2 кантона), Ангиари, Биббьена, Борго-Санто-Сеполькро, Кастель-Фоконьяно, Кастель-Сан-Никколо, Кастильон-Фьорентино, Кортона, Лучиньяно, Монте-Сан-Савино, Монтеварки, Пьеве-Санто-Стефано, Поппи, Пратовеккьо, Сан-Джованни, Террануова, Фильине, Фояно и Чивителла
- Округ Модильяна (выделена из состава округа Флоренция в 1811 году)
  - Кантоны: Баньо, Галеата, Марради, Модильяна, Рокка-Сан-Кашано, Сестино и Фиренцуола
- Округ Пистойя
  - Кантоны: Монтале, Пистойя, Порта-аль-Борго, Порта-Сан-Марко, Прато (город), Прато (контадо), Самбука, Сан-Марчелло, Серравалле и Тиццана

Департамент Арно был включен в 29-ю военную дивизию, 16-ю когорту Почетного легиона, 29-й лесной округ, диоцез Флоренции, Флорентийское сенаторство и относился к Флорентийскому императорскому суду. Этот департамент избирал шесть депутатов в Законодательный корпус.

## Список префектов
- 25 февраля 1808 — 1808 — Жан-Жак Рако де Прёйи
- 1808 — ? — граф Александр Аниссон-Дюперон
- 16 марта 1809 — апрель 1814 — Жан-Антуан-Жозеф Фоше